# Comuna Oboznivka, Hlobîne
Oboznivka (în ucraineană Обознівка) este o comună în raionul Hlobîne, regiunea Poltava, Ucraina, formată din satele Bahnî, Huleaipole, Jovtneve, Novîi Vîselok și Oboznivka (reședința).

## Demografie
Componența lingvistică a comunei Oboznivka
     Ucraineană (94,24%)
     Rusă (4,89%)
     Alte limbi (0,87%)
Conform recensământului din 2001, majoritatea populației comunei Oboznivka era vorbitoare de ucraineană (94,24%), existând în minoritate și vorbitori de rusă (4,89%).